# 中正图书馆旧址 (奉化)
29°39′36.51″N 121°24′3.68″E / 29.6601417°N 121.4010222°E
中正图书馆旧址是中国浙江省宁波市奉化区一处图书馆旧址，位于中山公园。图书馆始建于1925年，1930年更名为中正图书馆。中国人民解放军占领奉化之后更名为“人民图书馆”，此后图书馆迁址。旧建筑于2006年复名中正图书馆，2011年成为浙江省文物保护单位并正式对公众开放。

## 历史
中正图书馆由奉化乡绅朱守梅于1925年募集资金兴建，建筑师翁文濤设计，蒋中正、俞飞鹏等奉化籍名人及朱家骅、戴季陶等外地名人曾捐资，1928年竣工，1931年进行修缮:713。建筑初名拟定为奉化县立图书馆，1930年更名为县立中正图书馆。图书馆建成时藏有2万余册社会各界捐赠的书籍，包括蒋中正、孫鶴皋等人及各地学校均有书籍捐赠，藏书包含《二十四史》、《四部备要》、《万有文库》以及多地的地方志。1937年，被软禁在奉化的张学良曾至此参观。1941年奉化被日军占领时，中正图书馆曾被日军作为马厩使用，而藏书被馆长许文雨迁移到县西南连山乡的山区。
抗日战争结束后，书籍返回图书馆。1946年，俞飞鹏回乡时见图书馆破败，邀请何应钦、顾祝同等人出资修复中正图书馆。1950年，图书馆改称奉化人民图书馆，1965年，图书馆迁址，原址被奉化县文物部门改为文物库房，而原有藏书仍保存在建筑中，且后来陆续入藏包括《武岭蒋氏宗谱》在内的各姓家谱。1976年，宁波籍文化名人余秋雨曾经人介绍在此读书。1984年，中正图书馆旧址作为奉化文管会办公场所。2006年，建筑复名中正图书馆。

## 建筑
中正图书馆旧址位于锦屏山南麓半山腰，坐北朝南。建筑占地面积680平方米，建築面积450平方米，为一幢三层三开间中西合璧砖混结构建築，面宽13米，深11米，单檐歇山顶，前设罗马式穹顶，上有一座直径1米的大钟。下方与建筑前廊构成半圆形前庭:713。用作图书馆时，一层作为阅览室，二、三层则为藏书室。另有5间小平房位于主体建築西侧，为附属建築。

## 保护与展示
中正图书馆旧址于2007年4月被列入奉化市文物保护单位，2011年1月7日成为第六批浙江省文物保护单位。自2011年起，旧址改为中正图书馆旧址陈列馆，展出图书馆的历史和相关文物。在此期间，曾接待蒋方智怡到此参观。自2019年7月起，中正图书馆旧址开始新一轮改造，完成后将具备民国图书馆和民国文物展示馆的功能。

## 图片

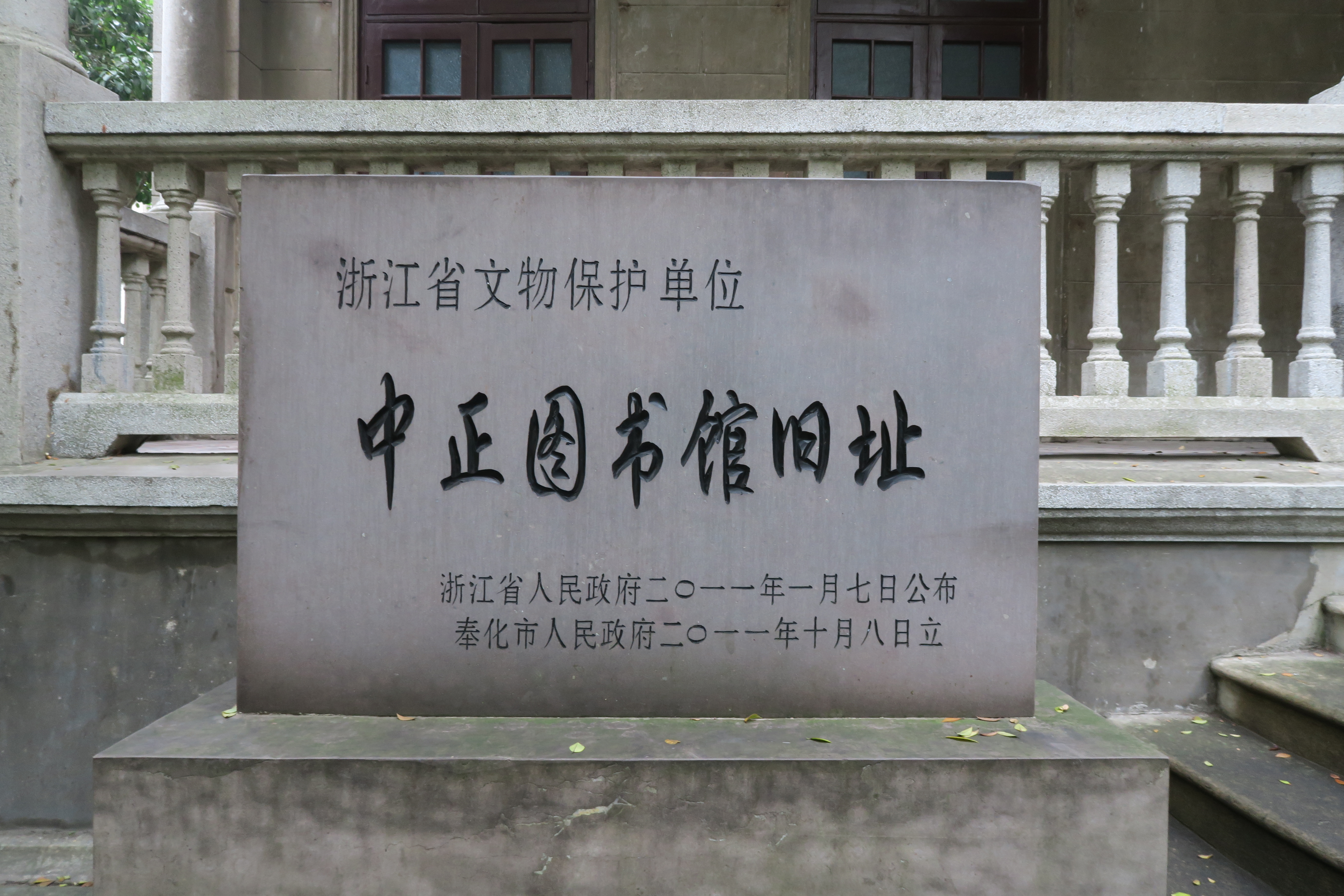
文物保护碑
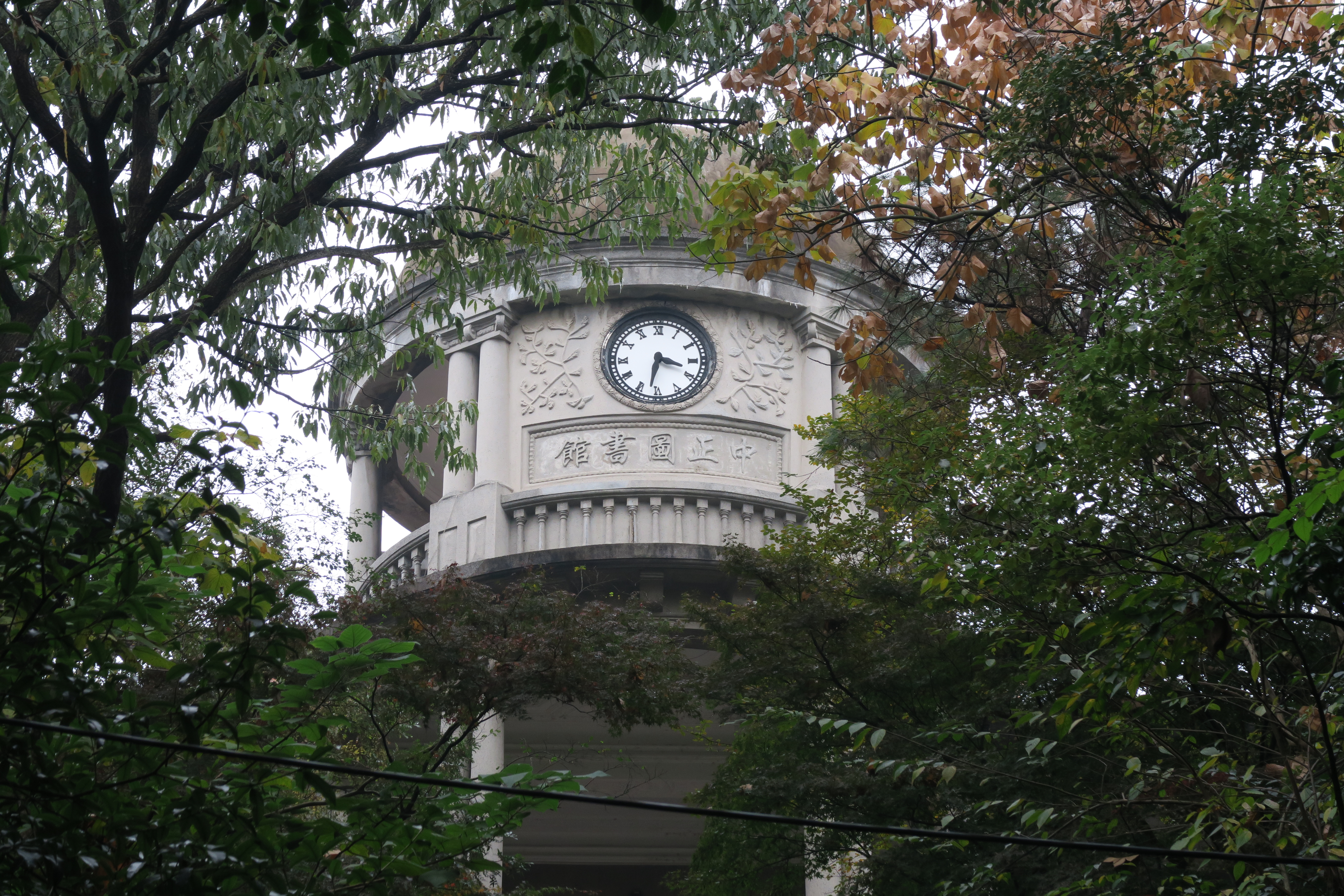
钟楼
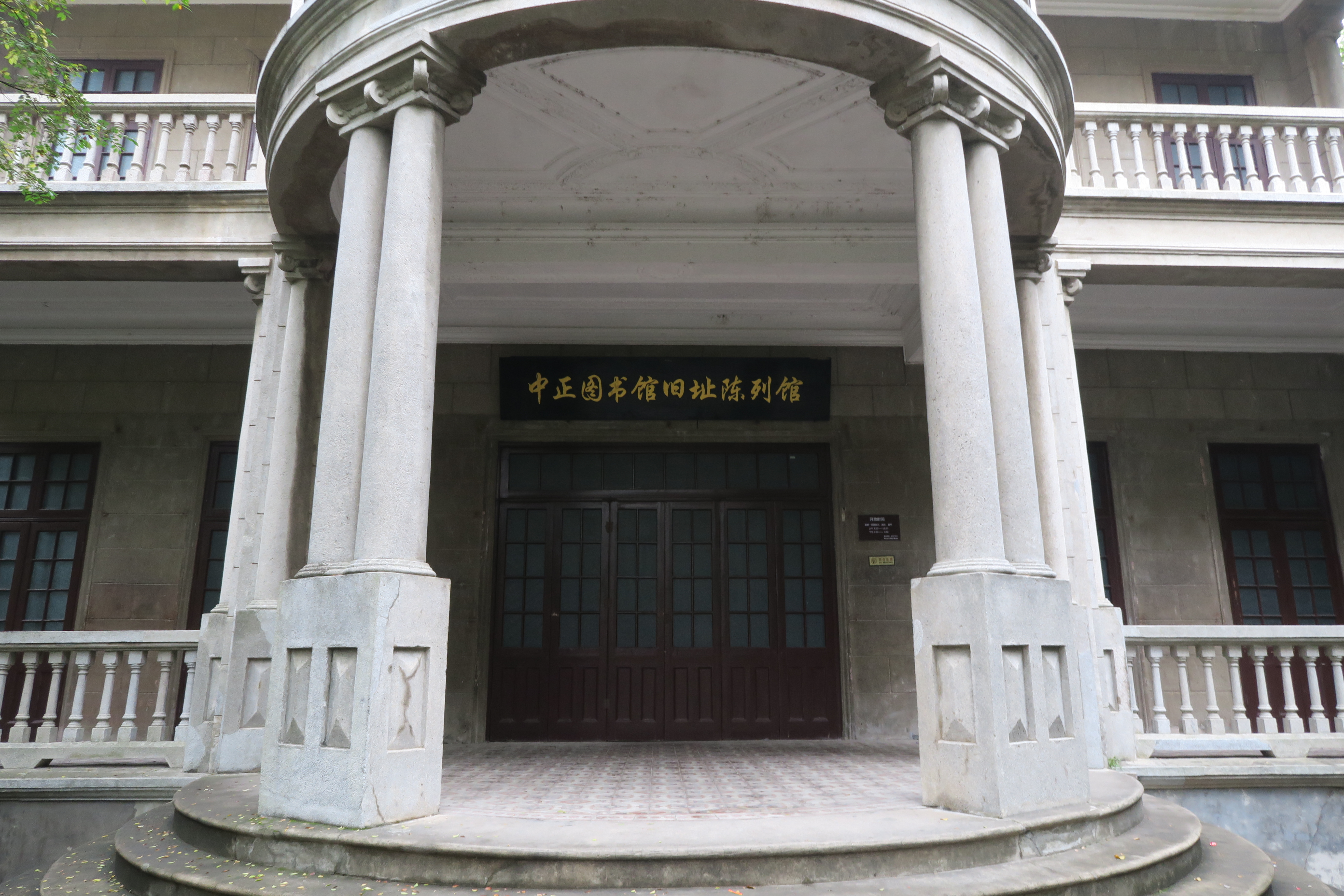
图书馆入口
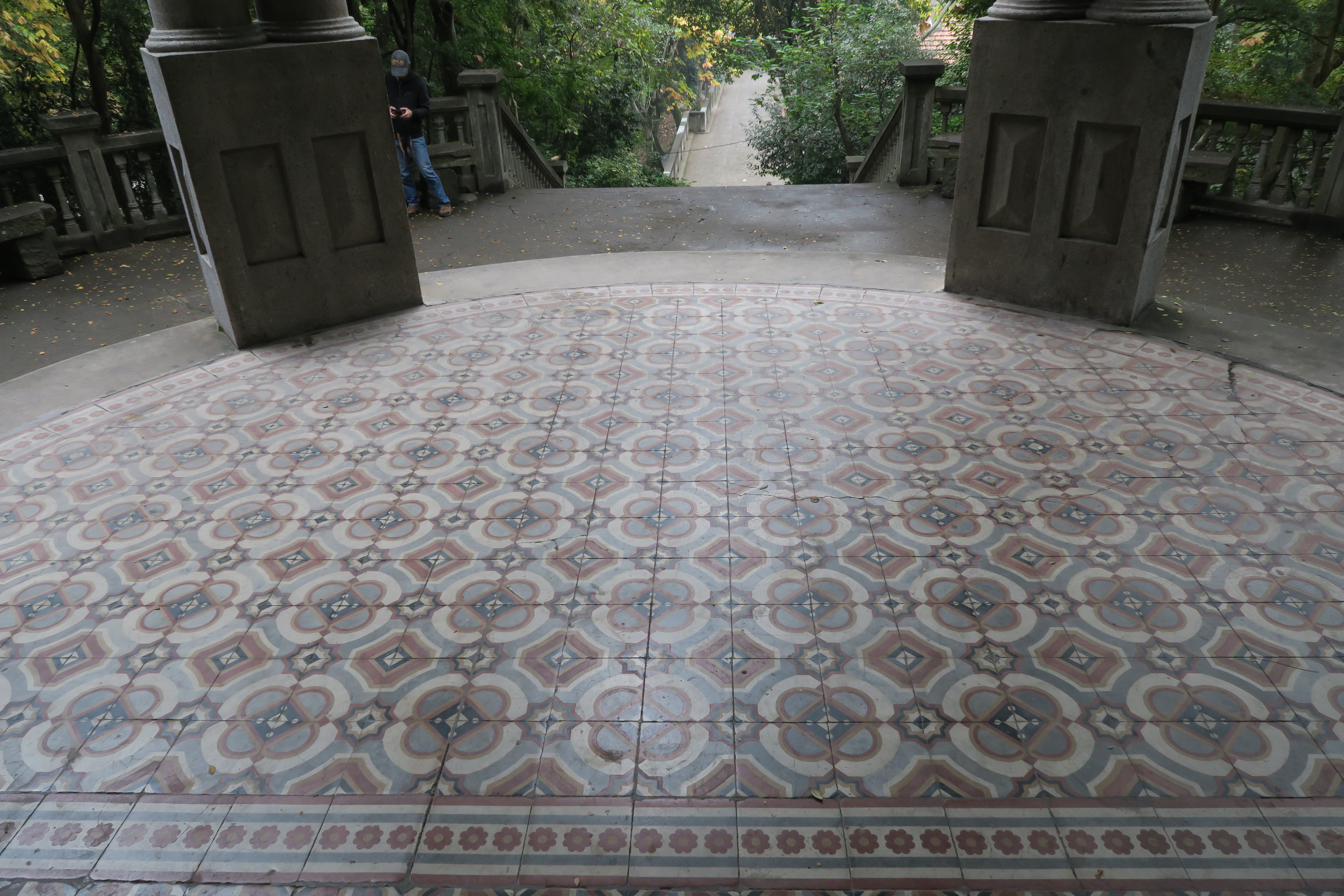
入口地砖
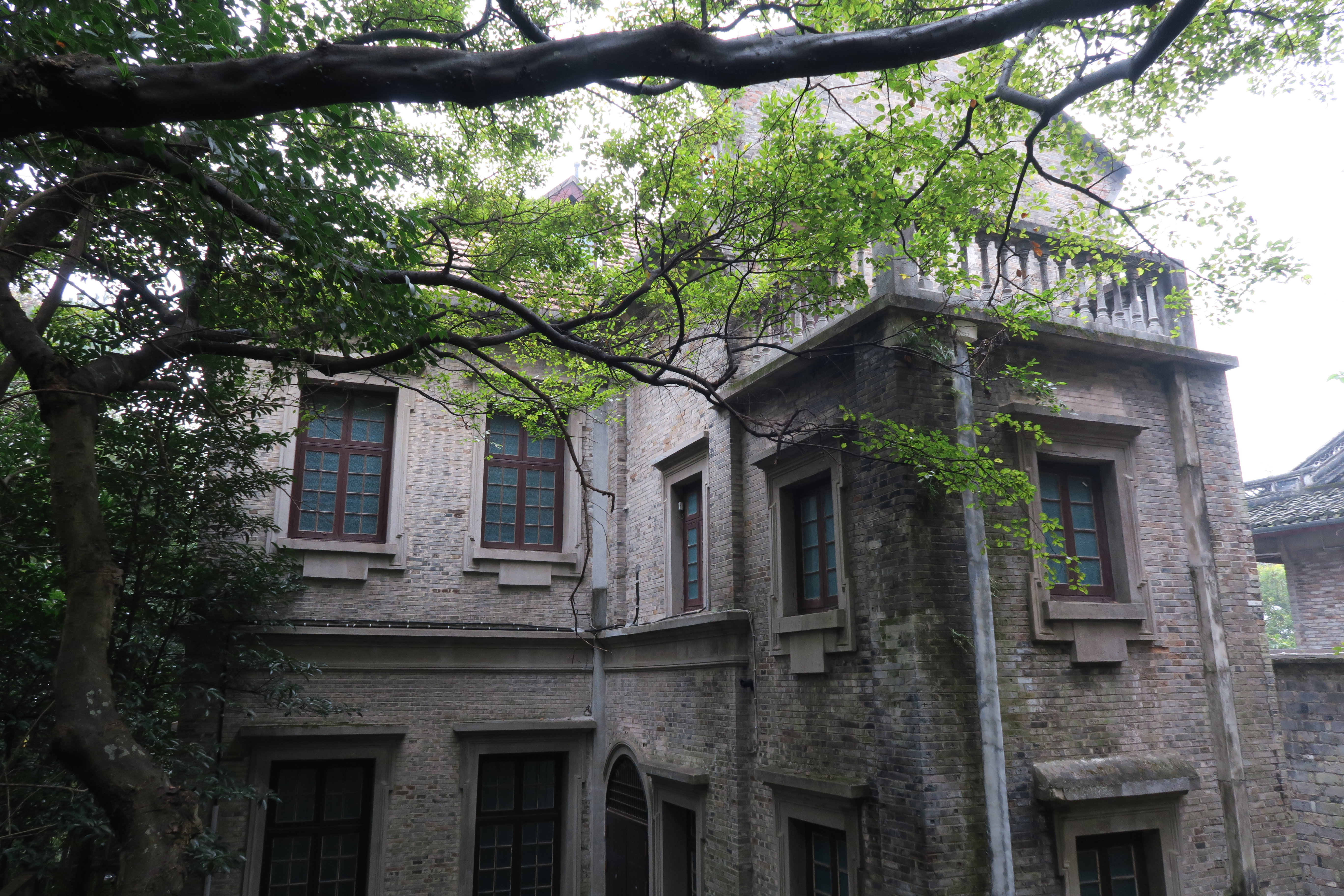
图书馆后部